# هرمان لئونارد
هرمان لئونارد (انگلیسی: Herman Leonard; ۶ مارس ۱۹۲۳ – ۱۴ اوت ۲۰۱۰) عکاس، و روزنامه‌نگار اهل ایالات متحده آمریکا بود.